# Kevin van der Perren
Kevin van der Perren (Ninove, 6 agosto 1982) è un ex pattinatore artistico su ghiaccio belga, specializzato nel singolo.
È stato il portabandiera del Belgio durante le Olimpiadi invernali 2006 e anche durante le Olimpiadi invernali 2010.

## Risultati

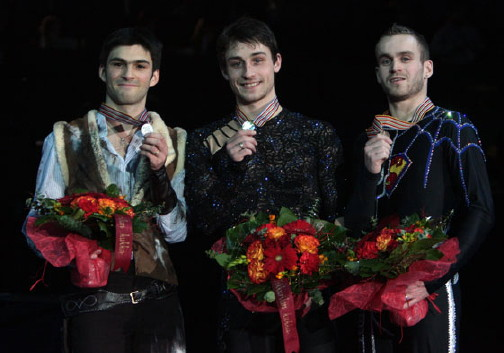
Van der Perren and gli altri medagliati al Campionato europeo 2009

GP: Grand Prix; JGP: Junior Grand Prix
| Internazionali                            | Internazionali | Internazionali | Internazionali | Internazionali | Internazionali | Internazionali | Internazionali | Internazionali | Internazionali | Internazionali | Internazionali | Internazionali | Internazionali | Internazionali |
| Evento                                    | 1998–99        | 1999–00        | 2000–01        | 2001–02        | 2002–03        | 2003–04        | 2004–05        | 2005–06        | 2006–07        | 2007–08        | 2008–09        | 2009–10        | 2010–11        | 2011–12        |
| ----------------------------------------- | -------------- | -------------- | -------------- | -------------- | -------------- | -------------- | -------------- | -------------- | -------------- | -------------- | -------------- | -------------- | -------------- | -------------- |
| Giochi olimpici invernali                 |                |                |                | 12°            |                |                |                | 9°             |                |                |                | 17°            |                |                |
| Campionati mondiali                       |                | 31°            | 33°            | 14°            | 19°            | 14°            | 8°             |                |                | 6°             | 14°            | 8°             | 17°            | 15°            |
| Campionati europei                        |                | 28°            | 23°            | 13°            | 10°            | 11°            | 6°             | 7°             | 3°             | 5°             | 3°             | 11°            | 4°             | R              |
| GP Finale                                 |                |                |                |                |                | 4°             |                |                |                | 6°             |                |                |                |                |
| GP Trophée Eric Bompard                   |                |                |                |                |                | 2°             |                |                |                | 4°             |                |                |                |                |
| GP NHK Trophy                             |                |                |                |                |                |                |                | 5°             | 6°             |                |                |                | 8°             |                |
| GP Rostelecom Cup                         |                |                |                |                |                |                |                |                |                |                | 6°             | 5°             |                |                |
| GP Skate Canada                           |                |                |                |                |                | 5°             | 5°             |                |                | 2°             |                | 11°            |                | 8°             |
| GP Skate America                          |                |                |                |                |                |                |                | 4°             | 4°             |                |                |                | 6°             | 2°             |
| Finlandia Trophy                          |                |                |                |                | 4°             |                |                |                |                | 3°             | R              | 12°            |                |                |
| Golden Spin                               |                |                |                | 2°             |                |                |                |                |                |                |                |                |                |                |
| Nebelhorn Trophy                          |                |                | 15°            |                |                |                |                |                |                |                | R              |                | 5°             |                |
| Nepela Memorial                           |                |                | 6°             | 9°             |                | 4°             | 2°             | 2°             |                | 1°             |                |                |                | 2°             |
| NRW Trophy                                |                |                |                |                |                |                |                |                |                |                | 1°             | 3°             |                |                |
| Internazionali: Junior                    |                |                |                |                |                |                |                |                |                |                |                |                |                |                |
| Campionati mondiali                       |                | 26°            | 16°            | 2°             |                |                |                |                |                |                |                |                |                |                |
| JGP Finale                                |                |                |                | 3°             |                |                |                |                |                |                |                |                |                |                |
| JGP Repubblica Ceca                       |                |                |                | 2°             |                |                |                |                |                |                |                |                |                |                |
| JGP Giappone                              |                | 14°            |                |                |                |                |                |                |                |                |                |                |                |                |
| JGP Paesi Bassi                           |                | 13°            |                | 1°             |                |                |                |                |                |                |                |                |                |                |
| JGP Norvegia                              |                |                | 11°            |                |                |                |                |                |                |                |                |                |                |                |
| Gardena Spring Trophy                     | 9° J.          |                |                |                |                |                |                |                |                |                |                |                |                |                |
| Nazionali                                 |                |                |                |                |                |                |                |                |                |                |                |                |                |                |
| Campionato belga                          | 2°             | 1°             | 1°             | 1°             | 1°             | 1°             |                |                | 1°             |                |                |                | 1°             | 1°             |
| J. = Categoria Junior level; R = Ritirato |                |                |                |                |                |                |                |                |                |                |                |                |                |                |